# Joseph Djogbenou
Joseph Fifamè Djogbénou, né le 20 mars 1969 à Abomey (République du Bénin), est un homme politique, avocat et universitaire béninois. Il est du 8 juin 2018 au 12 juillet 2022, le président de la cour constitutionnelle du Bénin, sixième mandature.

## Biographie
Professeur Titulaire, agrégé des facultés de droit (en droit privé et sciences criminelles), de l'université d'Abomey-Calavi, Joseph Djogbenou est directeur du Centre de recherche et d'étude en droit et institutions judiciaires en Afrique (CREDIJ)[réf. nécessaire]. Il est avocat au Barreau du Bénin, ancienne personnalité de premier plan de la société civile béninoise, fondateur de l'ancien parti politique Alternative citoyenne, il est actuellement[Depuis quand ?] président de l'Union Progressiste Le Renouveau, le plus grand parti politique béninois.
Candidat aux élections législatives de 2015, il est élu député de la septième législature à l'Assemblée nationale et devient président de la Commission des lois de cette assemblée. Le 7 avril 2016, il est nommé Garde des sceaux après la victoire de Patrice Talon à l'issue du second tour de l'élection présidentielle du 20 mars 2016.
Le 14 mai 2018, il figure parmi les quatre représentants nommés par l'Assemblée nationale pour siéger à la Cour constitutionnel à partir de  juin 2018 pour la sixième mandature de cette cour. Le 5 juin 2018, les nouveaux membres de la Cour dont Joseph Djogbénou, prêtent serment. Il est élu le jeudi 7 juin, par ses pairs président de la cour constitutionnelle pour cette sixième mandature et prend officiellement ses fonctions le lendemain, vendredi 8 juin.
En juillet 2022, Joseph Djogbénou démissionne de son poste de président de la Cour constitutionnelle. Sa lettre de démission est déposée le 12 juillet 2022 à la haute juridiction
En juillet 2022, Bruno Amoussou prend sa retraite et laisse la présidence de l’UP à Joseph Djogbenou.

## Études
Joseph Djogbénou a obtenu une agrégation de droit privé et de sciences criminelles au CAMES en 2009, sortant major de sa promotion. Deux années avant, il soutenait sa thèse de doctorat en droit privé sur « Les privations de la liberté individuelle de mouvement non consécutives à une décision pénale de condamnation » sous la direction du professeur Dorothée C. Sossa, qui concluait son troisième cycle de droit entamé plus tôt par un diplôme d'études approfondies en droit de la personne humaine et de la démocratie. Il avait déjà été major de sa promotion au certificat d'aptitudes à la profession d'avocat en 1998 juste après l'obtention de sa maîtrise en droit.

## Fonctions associatives
De 2002 à 2005, Joseph Djogbenou fut président de l’ONG Droits de l’Homme, Paix et développement (DHPD). De 2006 à 2007, il fut membre du Front des organisations de la société civile pour le contrôle citoyen de l’action publique (FORS CAP). Depuis 2008, il est de nouveau président de l’ONG Droits de l’Homme, Paix et Développement (DHPD). Il a notamment contribué à la mise en place de la direction du réseau Front des organisations de la société civile pour l’établissement de la liste électorale permanente informatisée (FORS-LEPI),.

## Fonctions académiques
Joseph Djogbenou enseigne le droit judiciaire privé, les voies d’exécution, les procédures collectives, l'introduction à l’étude du droit, le droit des obligations, et le droit pénal et procédure pénale. Ayant effectué tout son cursus à l'université d'Abomey-Calavi, c'est d'abord là qu'il fait ses premières armes dans l'enseignement. Il est cependant très proche de l'université de Parakou où il initia, sous le couvert de DHPD ONG, un concours d'art oratoire. Depuis 2010, Joseph Djogbénou est professeur à la faculté de droit et des sciences politiques de l’université d'Abomey-Calavi. Il y dirige le Centre de recherches et d'études en droit et institutions judiciaires en Afrique, ainsi que le master Droit et Institutions judiciaires. Il est le chef du département de droit privé de la faculté de droit et de sciences politiques de l'Université d'Abomey-Calavi.

## Profession d'avocat
Joseph Djogbénou a été admis au stage en 1998, et est inscrit au tableau en 2000. Il est surtout connu pour avoir évité à Hamani Tidjani, un Nigérien à la réputation de criminel transfrontalier, la peine de mort qui lui était réservée au Nigeria. Il a également défendu l'homme d'affaires béninois Patrice Talon, poursuivi pour tentative d'empoisonnement et de coup d'Etat contre le Président Boni Yayi, dont la Cour d'appel de Paris avait rejeté, en décembre 2013, la demande d'extradition vers le Bénin. Il a aussi défendu Johannès Dagnon, expert-comptable franco-béninois détenu à la prison civile de Parakou, pour atteinte à la sûreté intérieure de l’État. Il est actuellement[Quand ?] omis. Il a été membre du Conseil de l'Ordre des Avocats du Bénin.

## Publications
- « Recouvrement de créance et crise financière : à la recherche de solutions alternatives », intervention à la  édition du Congrès africain des juristes d’entreprise, Cotonou, le 6 mai 2010[8].
- L’exécution forcée : droit OHADA, 2011
- Code de procédure civile, commerciale, sociale, administrative et des comptes, commenté et annoté, 2012
- Code de procédure civile, commerciale, sociale, administrative et des comptes. Formulaire d’actes, 2012
- Introduction à l’étude du droit : perspectives africaines, 2012
- Code de procédure pénale commenté et annoté, 2013
- Les Cahiers du CREDIJ. Rapports d’études et programmes d’activités, 2013
- Les Cahiers du CREDIJ. Guide pratique à l’usage des officiers de police judiciaire, 2013
- Le secteur de la justice et de l’État de droit au Bénin : une étude réalisée à l’initiative de Open Society Initiative for West Africa ; OSIWA 2010 sur le fondement des Actes uniformes de l’OHADA, Penant, no 867, avril-juin 2009 ; Revue béninoise des sciences juridiques et administratives, no 20 et 21, année 2008-2009[9]
- Réflexion sur la juridiction présidentielle en matière d’exécution forcée en droit OHADA, à paraître dans la revue béninoise des sciences juridiques et administratives[10].
- Le principe de sécurité juridique et judiciaire dans l’espace OHADA, Intervention à la session annuelle de l’association africaine des juristes de banque et établissements financiers, Ouagadougou, Burkina Faso, 17 avril 2008[11]
- Les privations de la liberté individuelle de mouvement non consécutives à une décision pénale de condamnation, Thèse, Doctorat unique, UAC, Cotonou, 1er décembre 2007[12].
- L’exécution forcée : législation béninoise et droit Ohada, éd. Juris Ouanilo, août 2006[12].
- Les personnes et la famille en République du Bénin : de la réalité sociale à l’actualité juridique, in La personne, la famille et le droit en République du Bénin : contribution à l’étude du code des personnes et de la famille ; éd. Juris Ouanilo, février 2007[13].
- Le régime des nullités en matière de procédures simplifiées de recouvrement et des voies d’exécution, Revue Droit et Lois, no 5, octobre 2005[14]
- Rapport sur l’état de la liberté de la presse au Bénin, ODEM, 1re éd., novembre 2005[15].